# Tigercichlid
Tigercichlid (Cryptoheros spilurus) är en fiskart som först beskrevs av Günther 1862.  Tigercichlid ingår i släktet Cryptoheros och familjen Cichlidae. Inga underarter finns listade i Catalogue of Life.